# 8132 Vitginzburg
8132 Vitginzburg là một tiểu hành tinh vành đai chính với chu kỳ quỹ đạo là 1555.0141323 ngày (4.26 năm).
Nó được phát hiện ngày 18 tháng 12 năm 1976.